# Marta Schifone
Marta Schifone (Napoli, 9 ottobre 1980) è una politica italiana, dal 13 ottobre 2022 deputata alla Camera per Fratelli d'Italia.

## Biografia
Figlia di Luciano Schifone, esponente del MSI, AN e PdL più volte consigliere regionale, assessore regionale ed europarlamentare, è nata a Napoli, dove si è laureata con lode in Farmacia all'Università degli Studi di Napoli Federico II, specializzandosi poi in Cosmetologia all’Università degli Studi di Ferrara, è membro della Società Italiana di Chimica e Scienze Cosmetologiche (SICC).

## Attività politica
Militante e attivista politica fin dagli anni dell’università, fa parte di Fratelli d'Italia (FdI), dov'è Responsabile nazionale del Dipartimento Professioni.
Alle elezioni politiche anticipate del 2022 viene candidata alla Camera dei deputati per FdI, sia nel collegio uninominale Campania 1 - 06 (Somma Vesuviana), sostenuta dalla coalizione di centro-destra, che come capolista nei collegi plurinominali Campania 1 - 01, Campania 1 - 02 e Campania 2 - 01. Nell'uninominale ottiene il 33,7% dei voti e viene sconfitta per 1.636 voti dalla candidata del Movimento 5 Stelle Carmen Di Lauro (34,78%), mentre nel plurinominale risulta eletta deputata nel collegio Campania 1 - 02. Nella XIX legislatura è componente della 11ª Commissione Lavoro pubblico e privato e, in sostituzione del sottosegretario alla salute nel governo Meloni Marcello Gemmato, della 12ª Commissione Affari sociali.